# Konklawe 1846
Konklawe 14-16 czerwca 1846 – konklawe, które wybrało na następcę Grzegorza XVI 54-letniego Piusa IX, zapoczątkowując w ten sposób najdłuższy w historii papiestwa pontyfikat. Było to pierwsze od 1621 roku konklawe, które trwało poniżej tygodnia i ostatnie, które odbywało się poza Watykanem (na Kwirynale).

## Śmierć Grzegorza XVI
Konserwatywny papież Grzegorz XVI zmarł 1 czerwca 1846 roku. Na jego 15-letni pontyfikat przypada m.in. powstanie listopadowe w Królestwie Polskim. W 1832 r. w encyklice Cum primum potępił je, nazywając powstańców „podłymi buntownikami”, który wystąpili przeciwko władzy cara (później jednak wyjaśnił, że został wprowadzony w błąd i był szantażowany przez Rosjan). W 1839 r. wydał brewe In supremo, w którym potępił niewolnictwo i sprzedaż niewolników. Papież głosił tezę o prymacie władzy kościelnej nad świecką; był przeciwnikiem rozdzielenia Kościoła od państwa.

## Lista uczestników
W chwili śmierci Grzegorza XVI Święte Kolegium liczyło 62 kardynałów, z czego na konklawe przybyło 50:
- Lodovico Micara OFMCap (nominacja kardynalska 20 grudnia 1824) – kardynał biskup Ostia e Velletri; dziekan Świętego Kolegium Kardynałów; prefekt Świętej Kongregacji ds. Ceremoniału; prefekt Świętej Kongregacji ds. Obrzędów; legat apostolski w Velletri; przewodniczący Rady Najwyższej Kamery Apostolskiej

- Vincenzo Macchi (2 października 1826) – kardynał biskup Porto e Santa Rufina e Civitavecchia; subdziekan Świętego Kolegium Kardynałów; sekretarz Świętej Kongregacji Rzymskiej i Powszechnej Inkwizycji; prefekt Trybunału Apostolskiej Sygnatury Sprawiedliwości

- Luigi Lambruschini CRSP (30 września 1831) – kardynał biskup Sabiny; sekretarz stanu Stolicy Apostolskiej; prefekt Świętej Kongregacji ds. Ekonomicznych; sekretarz ds. Brewe Apostolskich; bibliotekarz Świętego Kościoła Rzymskiego; protektor królestwa Sardynii; wielki przeor zakonu joannitów w Rzymie

- Pietro Ostini (30 września 1831) – kardynał biskup Albano; prefekt Świętej Kongregacji ds. Biskupów i Zakonników

- Castruccio Castracane degli Antelminelli (15 kwietnia 1833) – kardynał biskup Palestriny; penitencjariusz większy

- Mario Mattei (2 lipca 1832) – kardynał biskup Frascati; archiprezbiter bazyliki watykańskiej; prefekt Fabryki Świętego Piotra; sekretarz Spraw Wewnętrznych; prefekt Świętej Kongregacji ds. Sanktuarium Loreto; prefekt Świętej Konsulty; przewodniczący Kongregacji ds. Renowacji Bazyliki S. Paolo fuori le mura; przewodniczący Kongregacji Specjalnej ds. Zdrowia; przewodniczący Rady Ekonomiczno-Wojskowej

- Carlo Oppizzoni (26 marca 1804) – kardynał prezbiter S. Lorenzo in Lucina; protoprezbiter Świętego Kolegium Kardynałów; arcybiskup Bolonii

- Giacomo Filippo Fransoni (2 października 1826) – kardynał prezbiter S. Maria in Aracoeli; prefekt generalny Świętej Kongregacji Rozkrzewiania Wiary; protektor zakonu joannitów

- Benedetto Barberini (2 października 1826) – kardynał prezbiter S. Maria in Trastevere; archiprezbiter bazyliki laterańskiej; prefekt Świętej Kongregacji ds. Kościelnych Immunitetów

- Francesco Serra-Cassano (30 września 1831) – kardynał prezbiter Ss. XII Apostoli; arcybiskup Kapui

- Ugo Pietro Spinola (30 września 1831) – kardynał prezbiter S. Martino ai Monti; prodatariusz Jego Świątobliwości

- Giacomo Luigi Brignole (20 stycznia 1834) – kardynał prezbiter S. Cecilia; komendatariusz kościoła prezbiterialnego S. Giovanni a Porta Latina; przewodniczący Kongregacji ds. Audytu i Administracji Publicznej; proprzewodniczący Komisji ds. Subsydiów; proprzewodniczący Komisji ds. Administracji Robót Publicznych

- Costantino Patrizi Naro (23 czerwca 1834) – kardynał prezbiter S. Silvestro in Capite; wikariusz generalny diecezji rzymskiej; prefekt Świętej Kongregacji ds. Rezydencji Biskupów; archiprezbiter bazyliki liberiańskiej

- Giuseppe Alberghini (23 czerwca 1834) – kardynał prezbiter S. Prisca

- Paolo Polidori (23 czerwca 1834) – kardynał prezbiter S. Prassede; prefekt Świętej Kongregacji ds. Soboru Trydenckiego; komendatariusz opactwa terytorialnego Subiaco

- Ambrogio Bianchi OSBCam (6 kwietnia 1835) – kardynał prezbiter Ss. Andrea e Gregorio al Monte Celio; prefekt Świętej Kongregacji ds. Dyscypliny Zakonnej; generał zakonu kamedułów

- Gabriel della Genga Sermattei (1 lutego 1836) – kardynał prezbiter S. Girolamo degli Schiavoni; legat apostolski w Urbino i Pesaro

- Luigi Amat di San Filippo e Sorso (19 maja 1837) – kardynał prezbiter S. Maria in Via; prefekt ds. ekonomicznych Świętej Kongregacji Rozkrzewiania Wiary

- Angelo Mai (19 maja 1837) – kardynał prezbiter S. Anastasia; prefekt Świętej Kongregacji Indeksu

- Giovanni Soglia Ceroni (12 lutego 1838) – kardynał prezbiter Ss. IV Coronati; arcybiskup Osimo e Cingoli

- Chiarissimo Falconieri Mellini (12 lutego 1838) – kardynał prezbiter S. Marcello; arcybiskup Rawenny

- Antonio Francesco Orioli OFMConv (12 lutego 1838) – kardynał prezbiter S. Maria sopra Minerva

- Antonio Tosti (12 lutego 1838) – kardynał prezbiter S. Pietro in Montorio

- Giuseppe Gasparo Mezzofanti (12 lutego 1838) – kardynał prezbiter S. Onofrio; prefekt Świętej Kongregacji ds. Studiów; prefekt Świętej Kongregacji ds. Korekty Ksiąg Obrządków Wschodnich

- Filippo de Angelis (13 września 1838) – kardynał prezbiter S. Bernardo alle Terme; arcybiskup Fermo

- Gabriele Ferretti (30 listopada 1838) – kardynał prezbiter Ss. Quirico e Giulitta; prefekt Świętej Kongregacji ds. Odpustów i Świętych Relikwii; komendatariusz opactwa terytorialnego Tre Fontane

- Charles Acton (18 lutego 1839) – kardynał prezbiter S. Maria della Pace

- Ferdinando Maria Pignatelli, Theat. (8 lipca 1839) – kardynał prezbiter S. Maria della Vittoria; arcybiskup Palermo

- Giovanni Maria Mastai Ferretti (23 grudnia 1839) – kardynał prezbiter Ss. Marcellino e Pietro; arcybiskup Imoli

- Gaspare Bernardo Pianetti (23 grudnia 1839) – kardynał prezbiter S. Sisto; biskup Viterbo e Toscanella

- Luigi Vannicelli Casoni (23 grudnia 1839) – kardynał prezbiter S. Callisto; legat apostolski w Bolonii

- Lodovico Altieri (14 grudnia 1840) – kardynał prezbiter S. Maria in Portico; sekretarz ds. Memoriałów

- Tommaso Pasquale Gizzi (12 lipca 1841) – kardynał prezbiter S. Pudenziana; legat apostolski w Forlì

- Cosimo Corsi (24 stycznia 1842) – kardynał prezbiter Ss. Giovanni e Paolo; biskup Jesi

- Antonio Maria Cadolini CRSP (19 czerwca 1843) – kardynał prezbiter S. Clemente; biskup Ankony

- Fabio Maria Asquini (22 stycznia 1844) – kardynał prezbiter S. Stefano al Monte Celio

- Antonio Maria Cagiano de Azevedo (22 stycznia 1844) – kardynał prezbiter S. Croce in Gerusalemme; biskup Senigallia

- Niccola Clarelli Paracciani (22 stycznia 1844) – kardynał prezbiter S. Pietro in Vincoli; biskup Montefiascone e Corneto

- Domenico Carafa di Traetto (22 lipca 1844) – kardynał prezbiter S. Maria degli Angeli; arcybiskup Benewentu

- Lorenzo Simonetti (22 lipca 1844) – kardynał prezbiter S. Lorenzo in Panisperna

- Giacomo Piccolomini (22 lipca 1844) – kardynał prezbiter S. Balbina

- Sisto Riario Sforza (19 stycznia 1846) – kardynał prezbiter S. Sabina; arcybiskup Neapolu

- Tommaso Riario Sforza (10 marca 1823) – kardynał diakon S. Maria in Via Lata; protodiakon Świętego Kolegium Kardynałów; kamerling Świętego Kościoła Rzymskiego

- Tommaso Bernetti (2 października 1826) – kardynał diakon S. Lorenzo in Damaso; wicekanclerz Świętego Kościoła Rzymskiego

- Ludovico Gazzoli (30 września 1831) – kardynał diakon S. Eustachio; prefekt Świętej Kongregacji Dobrego Rządu

- Adriano Fieschi (23 czerwca 1834) – kardynał diakon S. Maria ad Martyres

- Luigi Ciacchi (12 lutego 1838) – kardynał diakon S. Angelo in Pescheria

- Giuseppe Ugolini (12 lutego 1838) – kardynał diakon S. Adriano; legat apostolski w Ferrarze

- Francesco Saverio Massimo (12 lutego 1838) – kardynał diakon S. Maria in Domnica; legat apostolski w Rawennie

- Giovanni Serafini (27 stycznia 1843) – kardynał diakon S. Maria in Cosmedin; prefekt Świętej Kongregacji ds. Wód i Ulic

Czterdziestu trzech elektorów mianował Grzegorz XVI, pięciu Leon XII, a dwóch Pius VII. Z uwagi na niestabilną sytuację polityczną we Włoszech nie przybyli zagraniczni kardynałowie. Jedynym nie-Włochem wśród elektorów był mieszkający na stałe w Rzymie Anglik Charles Acton.

### Nieobecni
12 kardynałów (czterech Włochów, trzech Francuzów, dwóch Niemców austriackich, Hiszpan, Portugalczyk i Belg) nie przybyło do Rzymu:
- Karl Kajetan Gaisruck (27 września 1824) – kardynał prezbiter S. Marco; arcybiskup Mediolanu

- Francisco Javier de Cienfuegos y Jovellanos (13 marca 1826) – kardynał prezbiter S. Maria del Popolo; arcybiskup Sewilli

- Giacomo Monico (29 lipca 1833) – kardynał prezbiter Ss. Nereo ed Achilleo; patriarcha Wenecji

- Placido Maria Tadini OCD (6 kwietnia 1835) – kardynał prezbiter S. Maria in Transpontina; arcybiskup Genui

- Engelbert Sterckx (13 września 1838) – kardynał prezbiter S. Bartolomeo all'Isola; arcybiskup Mechelen i prymas Belgii

- Hugues-Robert-Jean-Charles de La Tour d’Auvergne-Lauraguais (23 grudnia 1839) – kardynał prezbiter S. Agnese fuori le mura; biskup Arras

- Louis-Jacques-Maurice de Bonald (1 marca 1841) – kardynał prezbiter SS. Trinita al Monte Pincio; arcybiskup Lyonu i prymas Galii

- Friedrich Josef von Schwarzenberg (24 stycznia 1842) – kardynał prezbiter S. Agostino; arcybiskup Salzburga i prymas Germanii

- Francesco di Paola Villadicani (27 stycznia 1843) – kardynał prezbiter S. Alessio; arcybiskup Messyny

- Ignazio Giovanni Cadolini (27 stycznia 1843) – kardynał prezbiter S. Susanna; arcybiskup Ferrary

- Guilherme Henriques de Carvalho (19 stycznia 1846) – kardynał prezbiter [bez tytułu]; patriarcha Lizbony; administrator przeoratu Crato zakonu joannitów, prałatury Tomar zakonu Rycerzy Chrystusa oraz diecezji Castelo Branco i Portalegre

- Joseph Bernet (19 stycznia 1846) – kardynał prezbiter [bez tytułu]; arcybiskup Aix-en-Provence

Gaisruck i Cienfuegos y Jovellanos byli nominatami Leona XII, pozostałych mianował Grzegorz XVI.

## Frakcje i ich kandydaci
Kolegium Kardynalskie było podzielone na frakcję konserwatywną (intransigenti), popierającą politykę Grzegorza XVI i tzw. liberałów (liberali). Liderem i zarazem kandydatem konserwatystów był sekretarz stanu Luigi Lambruschini, mający poparcie Austrii i jej kanclerza Metternicha. Liberałowie skupili się wokół byłego sekretarza stanu Tommaso Bernettiego. Jego własne szanse na wybór były znikome, głównym kandydatem liberałów był kardynał Gizzi. Wśród potencjalnych kandydatów wymieniano też arcybiskupa Imoli Mastai-Ferretti, choć jego szanse osłabiał młody wiek (54 lata) i zbyt liberalne, zdaniem wielu, poglądy.

## Przebieg konklawe
Konklawe rozpoczęło się późnym wieczorem 14 czerwca w pałacu na Kwirynale i trwało zaledwie dwa dni. W tym czasie odbyły się cztery głosowania. Najwięcej głosów w poszczególnych turach (po zsumowaniu głosów w fazie skrutynium i akcesu) uzyskiwali:
- 15 czerwca rano: Lambruschini – 15; Mastai-Ferretti – 13

- 15 czerwca wieczorem: Mastai-Ferretti – 17; Lambruschini – 13

- 16 czerwca rano: Mastai-Ferretti – 27; Lambruschini – 11

- 16 czerwca wieczorem: Mastai-Ferretti – 36; Lambruschini – 10

W wieczornym głosowaniu 16 czerwca 1846 Giovanni Maria Mastai-Ferretti w fazie akcesu uzyskał zatem wymaganą większość głosów i został wybrany na papieża, przyjmując imię Pius IX, na cześć Piusa VII. Z uwagi na późną porę, dopiero następnego dnia rano protodiakon Tommaso Riario Sforza wygłosił do Rzymian formułę Habemus papam. Tak szybki wybór „liberała” Mastai-Ferrettiego przez konserwatywne w większości Święte Kolegium był sporym zaskoczeniem dla opinii publicznej, która skądinąd przyjęła go bardzo entuzjastycznie. 21 czerwca odbyła się uroczysta inauguracja pontyfikatu.

## Wyniki głosowań
Szczegółowe wyniki poszczególnych głosowań przedstawiały się następująco. Liczba w nawiasie oznacza liczbę głosów przyłączonych do danego kandydata w fazie akcesu - głosy oddane w obu fazach były następnie sumowane
| Data       | Głosowanie poranne | Głosowanie wieczorne |
| ---------- | --- | --- |
| 15 czerwca | Lambruschini 9 (+6) Mastai-Ferretti 8 (+5) Soglia 4 Falconieri 4 (+1) Patrizi 3 (+1) Macchi 3 Opizzoni 3 De Angelis 3 (+1) Polidori 2 Della Genga 2 Gizzi 2 Fransoni 1 (+2) Mai 1 Mattei 1 Ferretti 1 Pianetti 1 Orioli 1 Micara 1 SUMA: 50 (+16) | Lambruschini 8 (+5) Mastai-Ferretti 12 (+5) Soglia 2 Falconieri 4 Patrizi 3 (+1) Macchi 3 (+1) De Angelis 4 Polidori 2 Della Genga 1 (+1) Gizzi 2 Fransoni 1 (+2) Mai 1 Ferretti 1 (+1) Orioli 1 Monaco 1 Acton 2 Altieri 1 Alberghini 1 SUMA: 50 (+16) |
| 16 czerwca | Lambruschini 7 (+4) Mastai-Ferretti 18 (+9) Soglia 2 Falconieri 5 (+2) Patrizi 2 (+1) Macchi 3 (+1) Opizzoni 1 De Angelis 3 (+2) Gizzi 2 Mai 1 Ferretti 1 Orioli 2 Altieri 1 Ostini 1 Cadolini 1 SUMA: 50 (+19)                                   | Lambruschini 8 (+2) Mastai-Ferretti 27 (+9) Falconieri 3 (+1) Patrizi 1 (+2) Macchi 2 De Angelis 4 (+2) Gizzi 1 Fransoni 1 Ferretti 1 Orioli 1 Altieri 1 SUMA: 50 (+16)                                                                                 |

.

## Spóźnione weto Austrii?
Krótko po zakończeniu konklawe do Rzymu przybył kardynał Gaisruck. Dość szybko rozpowszechniło się przekonanie, że miał on jakoby przywieźć ze sobą oficjalne weto Austrii przeciwko kandydaturze arcybiskupa Imoli, którego jednak nie zgłosił z uwagi na fakt, że wybór został już dokonany. Nie ma jednak pewności, czy plotka ta jest prawdziwa, gdyż nigdy nie ujawniono żadnych dokumentów, które by potwierdzały zamiar zgłoszenia przez Austrię takiego weta.

## Uzupełniające źródła internetowe
- Papst Pius IX.. damian-hungs.de. [zarchiwizowane z tego adresu (2007-03-11)].
- http://www.pickle-publishing.com/papers/triple-crown-pius-ix.htm
- http://cardinals.fiu.edu/conclave-xix.htm#1846
- http://www.csun.edu/~hcfll004/SV1846.html